# Tirà becplaner olivaci oriental
El tirà becplaner olivaci oriental (Rhynchocyclus olivaceus) és una espècie d'ocell passeriforme de la família dels tirànids (Tyrannidae). És nativa del nord i est d'Amèrica del Sud.

## Distribució i hàbitat
Es distribueix en dues àrees disjuntes; des de l'est de Veneçuela, per Guyana, Guaiana francesa, Surinam i nord del Brasil; i a l'est del Brasil, des de l'est de Pará fins a Rio de Janeiro.
Aquesta espècie és considerada des de poc comuna fins a localment comuna en el seu hàbitat natural, el sotabosc de selves humides i boscos fins als 1100 m d'altitud.

## Sistemàtica
L'espècie R. olivaceus va ser descrita per primera vegada pel naturalista neerlandès Coenraad Jacob Temminck el 1820 sota el nom científic Platyrhynchos olivaceus i la localitat tipus és: «Rio de Janeiro, Brasil».

### Taxonomia
L'anteriorment grup de subespècies R. olivaceus aequinoctialis, distribuïdes àmpliament des de l'est de Panamà fins a l'oest del Brasil i nord de Bolívia, és considerat com a espècie separada de la present (R. olivaceus): el tirà becplaner olivaci occidental (Rhynchocyclus aequinoctialis) pel Manual dels Ocells del Món (HBW), Birdlife International (BLI) i més recentment pel Congrés Ornitològic Internacional (IOC), i Clements checklist/eBird amb base en diferències de vocalització i de plomatge.
Els estudis de Simões et al. (2021) van trobar que el complex Rhynchocyclus olivaceus/aequinoctialis, com era definit, era parafilètic respecte a Rhynchocyclus fulvipectus, i van proposar que les poblacions de la mateixa constessin de quatre espècies diferents: Rhynchocyclus olivaceus (de la Mata Atlàntica de l'est del Brasil), Rhynchocyclus guianensis (de les Guaianes i de l'Amazònia oriental) actualment una subespècie de R. olivaceus, Rhynchocyclus aequinoctialis (de l'est de Panamà, nord-oest de Colòmbia, i nord-oest de l'Amazònia), i una nova espècie descrita Rhynchocyclus cryptus (del sud-oest de l'Amazònia) actualment una subespècie de R. aequinoctialis.
El nom genèric Rhynchocyclus és un anagrama del gènere sinònim Cyclorhynchus que es compon de les paraules del grec antic «kuklos» que significa “cercle”, “escut”, i «rhunkhos» que significa “bec”; i el nom de l'espècie «olivaceus» en llatí significa “verd oliva”.
Segons les classificacions de Congrés Ornitològic Internacional (IOC), i Clements Checklist/eBird, es reconeixen tres subespècies:
- R. o. guianensis (McConnell, 1911) – sud de Veneçuela (est d'Amazones, Bolívar), les Guaianas i nord del Brasil al nord del riu Amazones (cap a l'est des del riu Negre).
- R. o. sordidus (Todd, 1952) – Brasil al sud de l'Amazones (riu Tapajós cap a l'est fins al riu Tocantins i nord de Maranhão).
- R. o. olivaceus (Temminck, 1820) – centre nord i est del Brasil (Pernambuco cap al sud fins a Rio de Janeiro).